# 潘惠美
潘惠美（日语：／ Han Megumi，1989年6月3日—），本名潘芽具實（讀音相同），是日本女性聲優、演員。東京都出身，身高155cm，Atomic Monkey所屬。母親為演員、聲優、西洋占星術師的潘惠子。外祖父是台灣人。
2012年3月畢業於日本大學藝術學部演劇學科。

## 人物
能廣泛運用聲線演繹少男、少女、御姐等角色，在子供向動畫演出機會較多，但不乏深夜動畫及外語片配音。
祖父是台灣人，在童年時期從母親潘惠子得知聲優的工作，然而成為聲優契機卻是在小學時閲讀第一本漫畫《全職獵人》後才產生成為聲優的意向。
與母親在新版《全職獵人》中首次共演，之後在《麵包超人》中也接替了母親出演的角色。在2014年《機動戰士高達》的官方惡搞動畫《機動戰士高達桑》中與母親再度共演。
跟伊瀨茉莉也以及早見沙織共演機會較大。

## 演出作品
※粗體字表示說明飾演的主要角色。

### 電視動畫
2011年
- 料理偶像（島上的老師）
- 花牌情緣（女子小學生、白波歌留多會女性會員）
- 数码宝贝合体战争 穿越时空的少年猎人们（洲崎愛瑠、店員B、野球部員）
- Hunter × Hunter（小傑·富力士）[2]
- 神奇寶貝超級願望（小春）
- 名偵探柯南 / （女孩子、女子、同學）

2012年
- かっぱのすりばち（かんきち）
- 夏目友人帳 肆（蒼井三世子）
- 反斗小王子（女子）
- Smile 光之美少女！（小孩子）
- 只要妳說妳愛我（凪的友人）
- 麵包超人（風丸（第5代））
- 紙箱戰機W（杉）
- 新哆啦A夢（少年）
- Muv-Luv Alternative Total Eclipse（王壽鳳）
- 超譯百人一首戀歌（幼年行平、源保光的女兒）
- 超速變形螺旋柴德（七津星〈星〉）
- 名偵探柯南 / 神偷怪盜（同班同學）
- 最強學生會長 異常（花熟理桃）
- 遊戲王ZEXAL（神代璃緒）
- 聖靈家族（帕契〈幼少期〉）

2013年
- 火影忍者疾風傳（千代姬、宇智波帶土〈少年期〉）
- 寶石寵物 Happiness（月影千亞里）[2]
- 花牌情缘2（花野菫[3]）
- 科學超電磁砲S（女學生）
- 蟲奉行（蟲奉行）
- YUYU式（岡野佳）
- 黃金拼圖（豬熊空太）
- 幻想玩偶（瑠瑠川美衣奈）
- 八犬傳－東方八犬異聞－ 第2期（野驢）
- 靈裝戰士（白銀鈴）
- Little Busters! ～Refrain～（少年謙吾）
- 來自風平浪靜的明天（光〈幼少期〉、嘉門葉子）
- 飆速宅男（橘綾）
- 熱風海陸 BushiRoad（雨）
- LINE TOWN（雷納德）

2014年
- 愚者信長（歸蝶）
- Happiness Charge 光之美少女！（白雪姬／公主天使）[2]
- 地球隊長（鈴）
- 黑色子彈（千壽夏世）
- 元氣囝仔（新井明彥）
- 鋼彈桑（拉拉）
- 東京殘響（Five）[2]
- 七大罪（弗利吉亞）
- 天體運行式（水坂湊太〈幼少期〉）
- 巴哈姆特之怒 GENESIS（貞德·達魯克）
- 蟲師 續章（涌太）
- 飆速宅男 GRANDE ROAD（橘綾）

2015年
- 蒼穹之戰神 EXODUS（艾西瓦婭·芬恩）
- Baby Steps ~網球優等生~2（瑪莎）
- SHOW BY ROCK!!（不倒太夫）
- 你好！！黃金拼圖（豬熊空太）
- 俺物語！！（大和凜子）
- 潮與虎（引狹霧雄）
- GATE 奇幻自衛隊 在彼方的土地，如斯的戰鬥（佩露西亞）
- 見習神仙 秘密的心靈（2015 - 2018，拉奇奇）
- 落第騎士英雄譚（御祓泡沫）

2016年
- 舞武器·舞亂伎（萬流禮央子）
- 潮與虎 第2期（引狹霧雄）
- 雙星之陰陽師（化野紅緒[4]）
- SHOW BY ROCK!!SHORT!!（不倒太夫）
- D.Gray-man HALLOW（阿爾瑪〈少年時代〉）
- Re:從零開始的異世界生活（黑塔羅·帕爾巴頓）
- SHOW BY ROCK!!#（不倒太夫）

2017年
- 小魔女學園（篝敦子[5]）
- 飆速宅男 NEW GENERATION（橘綾）
- 來自「没有荣耀的天才们」的故事（日语：栄光なき天才たち）（古橋廣之進〈少年時代〉）[6]
- 銀之守墓人（武）
- 巴哈姆特之怒 VIRGIN SOUL（貞德·達魯克[7]）
- 將國戡亂記（瑪露姬塔）
- The SNACK WORLD（查普）
- Gamers 電玩咖！（雨野景太）
- 女川中學籃球社 5人之夏
- 魔法使的新娘（セルキー）

2018年
- 按一按發明PIKACHIN-KIT（梅莫倫）
- 飆速宅男 GLORY LINE（橘綾）
- 怪獸娘～奧特怪獸擬人化計劃～（艾雷王）
- 牙鬥獸娘（三門陽湖）
- 足球小將翼（澤田德[8]、西本由香里）
- 東京喰種:re（掘千繪）
- 我的英雄學院 第3期（中瓶疊[9]）
- 命運石之門0（椎名篝）
- 名侦探柯南（水上利香）
- 黑色五葉草（加穗乃）
- 宇宙戰艦提拉米斯II（菲·加萊威）
- 隔壁的吸血鬼美眉（吸血鬼獵人）
- 七大罪 戒律的復活（弗利吉亞）
- 刀劍神域 Alicization（索爾緹莉娜·賽魯魯特）

2019年
- 狂賭之淵××（等等喰定樂乃）
- 盾之勇者成名錄（葛拉絲）
- 戰鬥陀螺 爆烈世代 超絕（幼年法伊、幼年哈茨）
- 魔法水果籃（草摩紅葉[10]）
- 刀劍神域 Alicization War of Underworld（索爾緹莉娜·賽魯魯特）
- 蠟筆小新（柚子超人）
- 花牌情緣3（花野菫[11]）
- 航海王 和之國篇（小玉）

2020年
- 淘氣貓2020：家有圓圓？！～我家的圓圓你知道嗎～（小孩布魯）
- 魔法水果籃 2nd Season（草摩紅葉）
- 妖怪學園Y ～第N類接觸～（謎之聲、失良クエン、風呂具拉姆、アースウォーカー、アースウォーカーNOA）
- 數碼寶貝大冒險：（高石岳[12]）
- 動物新世代 BNA（傑基）
- 刀劍神域 Alicization War of Underworld -THE LAST SEASON-（索爾緹莉娜·賽魯魯特）
- 戀與製作人 ～EVOL×LOVE～（少年時代的周棋洛）
- 小碧藍幻想！（貞德、阿雷克）
- 更多！怪俠索羅利（貞德）

2021年
- BACK ARROW（蓮欣）
- 境界觸發者 2nd season（香取葉子）
- SHOW BY ROCK!! STARS!!（不倒太夫）
- 魔法水果籃 The Final（草摩紅葉）
- 通靈王（第2作）（布魯貝爾）
- 轉生成女性向遊戲只有毀滅END的壞人大小姐X（芙蕾伊·蘭朵路）
- 百萬噸級武藏（早乙女萌萌香）
- 古見同學有交流障礙症。（井中乃來子[13]、根津野千佳）
- 白金終局（蒙面少年[14]／結糸向）

2022年
- 泡泡糖忍戰（艾瑪[15]）
- 魯邦三世 PART6（阿梅莉雅）
- BORUTO-火影新世代-NARUTO NEXT GENERATIONS-（舟戶青煉）
- BLACK★★ROCK SHOOTER DAWN FALL（Strength[16]）
- 名偵探柯南 零的日常（哈羅[17]、客）
- 舞動不止（潤平〈幼少期〉）
- 古見同學有交流障礙症。（第2期）（井中乃來子）
- 盾之勇者成名錄 Season2（葛拉絲）
- RWBY 冰雪帝國（潘妮·波倫迪那[18]）
- 影宅 -2nd Season-（安娜、南西）
- 軟軟噗尼寵物小精靈（あいるん）
- 飆速宅男 LIMIT BREAK（橘綾）
- 4個人各自有著自己的秘密（翼〈剛〉[19]）
- POP TEAM EPIC（第2期）（POP子〈第4話A段〉）
- 數碼寶貝幽靈遊戲（女巫獸）
- 給不滅的你 Season2（托爾塔[20]）

2023年
- 物之古物奇譚（岐鼓吹）
- 呆萌酷男孩（元晴〈兒時〉）
- TRIGUN STAMPEDE（洛洛[21]）
- 我的英雄學院 第6期（中瓶疊）
- 眾神眷顧的男人2（貝克）
- 我內心的糟糕念頭（關根萌子[22]）
- 【我推的孩子】（有馬佳奈[23]）
- 躍動青春（久留米誠[24]）
- 獻祭公主與獸王（阿蜜特公主[25]）
- 打工吧！！魔王大人（伊洛恩[26]）
- 藥師少女的獨語（梅梅[27]）

2024年
- 我內心的糟糕念頭 第2期（關根萌子[28]）
- 外科醫生愛麗絲（ユリエン・ド・チャイルド[29]）
- （犬さわぎシェイキン[30]）
- 被稱為廢物的原英雄，被家裡流放後隨心所欲地活下去（碧翠絲[31]）
- 怪獸8號（卡夫卡幼少期[32]）
- 隔壁的妖怪鄰居（中川虹[33]）
- 【我推的孩子】 第2期（有馬佳奈[34]）
- 鹿乃子乃子乃子虎視眈眈（鹿乃子乃子[35]）
- 科學×冒險生存！（皮皮[36]）
- 軟軟噗尼寵物小精靈 噗尼2（あいるん[37]）
- Re:從零開始的異世界生活 3rd season（黑塔羅·帕爾巴頓）

2025年
- 妖怪學校的菜鳥老師！（秦中咲鬼）
- 魔法製造者～異世界魔法的製作方法～（席翁[38]）
- 藥師少女的獨語（幼年壬氏）
- 嗚莓貓貓（嗚莓貓貓[39]）
- 聖騎士之戰 奮戰：DUAL RULERS（拉姆蕾薩爾＝瓦倫蒂[40]）
- 軟軟噗尼寵物小精靈 噗尼3（あいるん[41]）
- Dr.STONE 新石紀 SCIENCE FUTURE（雀兒喜[42]）
- 科學×冒險生存！（第2期）（皮皮[43]）
- 給不滅的你 Season3（青木祐樹[44]）
- 數碼寶貝BEATBREAK（ゲッコーモン[45]）

時期未定
- 魔法少女育成計畫restart（琪克[46]）

### OVA
- 這個男子，能與宇宙人作戰（トール）
- 怪醫黑傑克 OVA（少女L）
- 東京喰種 Pinto（堀千繪）

2011年
- 機動戰士GUNDAM UC episode 4（オペレータ）

2017年
- YUYU式 給人添麻煩、被人添麻煩（岡野佳）

### 動畫電影
2012年
- 劇場版 閃電十一人GO VS 紙箱戰機W（桑）
- 圖書館戰爭 革命之翼（兒島清花）

2013年
- 劇場版 HUNTER×HUNTER 緋色幻影（小傑·富力士）
- 劇場版 魔法禁書目錄 -安迪米昂的奇蹟-（玛莉贝丝·布拉克波尔）
- 言葉之庭（佐藤）
- 小魔女學園（亞可）
- 劇場版 HUNTER×HUNTER -The LAST MISSION-（小傑·富力士）

2014年
- 光之美少女 All Stars New Stage3 永遠的朋友（白雪姬／公主天使）
- Happiness Charge 光之美少女！人偶之國的芭蕾舞女（白雪姬／公主天使）

2015年
- 光之美少女 All Stars 春之嘉年華♪（白雪姬／公主天使）

2016年
- 光之美少女 All Stars 大家歌唱吧♪奇跡的魔法！（白雪姬／公主天使）
- 電影版 聲之形（川井美樹）
- 黃金拼圖 Pretty Days（豬熊空太）

2017年
- 劇場版 見習神仙 秘密的心靈：見習神仙精靈 引發奇蹟吧♪特普露與心跳神仙精靈界！ （塗塗／拉奇奇）

2018年
- 蠟筆小新：功夫小子〜拉麵大亂鬥〜（玉蘭）

2019年
- 我們的7日戰爭（山咲香織[47]）

2020年
- 交錯的想念（山本朱里[48]）

2021年
- 電影 可愛巧虎島 巧虎與飛船（莉莉）
- 言語如汽水般湧現（海狸[49]）
- 劇場版 黃金拼圖 Thank you!!（豬熊空太）
- EUREKA／交響詩篇艾蕾卡7 HI-EVOLUTION（チャイム）

2022年
- 機動戰士GUNDAM 庫克羅斯·德安之島（雪拉·瑪斯、雷茲·考凡）

2023年
- 北極百貨的秋乃小姐（森[50]）

2024年
- 永遠的大和號 REBEL3199 第二章 赤日之出擊（莎夏／真田澪[51]）

2025年
- 永遠的大和號 REBEL3199 第三章 群青的小行星（莎夏／真田澪[52]）
- 大耳鼠芝比 愛莉殿下的好運（春日愛莉[53]）
- 電影 小鯊鯊出門去 都會的朋友（あんこうちゃん[54]）
- 永遠的大和號 REBEL3199 第四章 水色的少女（莎夏／真田澪[55]）

### 網路動畫
2017年
- 惡作劇魔女與不眠之街（木戶明）

2018年
- 惡魔人 Crybaby（牧村美樹）

2019年
- ULTRAMAN（北斗星司）

2022年
- 花園裡的吸血鬼（茉茉）

2025年
- 諾莫之國（大地[56]）
- 航海王談戀愛（つっち[57]）

### 遊戲
2013年
- 数码宝贝大冒险（高石岳）
- 魔導学院Esperanza（男學生）
- 最后生还者（艾莉）
- 逆轉裁判5（希月心音）

2014年
- 絕對絕望少女 槍彈辯駁Another Episode（大門大）
- J-StarS Victory VS（小杰·富力士）

2015年
- 女友伴身邊（♪）（直江悠[58]）
- 罪恶装备Xrd -SIGN-（拉姆蕾萨尔·华伦泰）
- 白貓Project（ディーネ、神鳥）
- 數碼寶貝物語 網路偵探（白峰諾奇雅）

2016年
- 女友伴身邊（直江悠[59]）
- 最終幻想XV（伊莉絲·艾米提亞）
- 逆轉裁判6（希月心音）

2017年
- 魔女與百騎兵2（丘露卡／米露姆）

2018年
- 閃耀幻想曲（岡野佳）
- 少女✩歌劇 Revue Starlight -ReLIVE-（大月阿露露）
- 超異域公主連結 Re:Dive（矛依未）

2019年
- JUMP FORCE（小杰·富力士）
- 空戰奇兵7 未知天際（羅莎‧柯賽特‧D‧埃莉斯）
- Fate/Grand Order（帝王花）
- 崩坏3rd（埃尔温·薛定谔）

2020年
- 最后生还者 第II章（艾莉）
- 怪物彈珠（亞米妲）

2021年
- 拳皇全明星（拉姆蕾萨尔·华伦泰）

2022年
- 異度神劍3（優妮）

2023年
- 最终幻想XVI（吉儿・渥瑞克）
- 魔法禁書目錄 幻想收束（玛莉贝丝·布拉克波尔）
- 機戰傭兵6（傭兵支援系統All Mind）

2024年
- 崩壞:星穹鐵道（亂破）

### 廣播劇CD
- 小書痴的下剋上：為了成為圖書管理員不擇手段！
  - 廣播劇CD5（蒂緹琳朵、伊西多[60]）
  - 廣播劇CD6（蒂緹琳朵、克拉麗莎[61]）
  - 廣播劇CD7（蒂緹琳朵、克拉麗莎[62]）
  - 廣播劇CD9（克拉麗莎、蒂緹琳朵[63]）
  - 廣播劇CD10（克拉麗莎、奧黛麗[64]）

### 外語作品日語配音

#### 電影
- 哈利波特－死神的聖物PART 2（女學生）
- 噬血童話（Abby〈克蘿伊·摩蕾茲〉）

#### 電視劇
- ナース・ジャッキー3 #8
- ロマンスが必要

#### 動畫
- RWBY（潘妮）
- ナノ・インベーダーズ（中文名：纳米神兵）（ヒカル，中文名：小光）
- 汪汪隊立大功（萊德）
- 樂高悟空小俠（紅孩兒）

### 電台節目
- 河本準一のイキナリッ
- 潘めぐみ・伊瀬茉莉也の HUNTER×HUNTER HUNTER STUDIO（文化放送：2011年10月8日 - 2012年3月31日、超!A&G+・HiBiKi Radio Station：2011年10月9日 - 2012年4月1日）
- 潘めぐみ・伊瀬茉莉也の HUNTER×HUNTER HUNTER STUDIO☆（文化放送・超!A&G+：2012年4月8日 - 2012年12月30日、HiBiKi Radio Station：2012年4月8日 - 2013年3月24日）

### 音樂CD
- Hunter × Hunter 角色歌曲集1（小傑·富力士、2012年3月7日、VPCG-84920）

### 電視劇
2008年
- Cafe吉祥寺で - #58 客人

2009年
- 鬼鎮之花
- 粉紅系男孩〜夏〜 - 潘めぐみ
- 粉紅系男孩〜秋〜 - 潘めぐみ
- 談判尤物 第二季 #9

2010年
- 鬼太郎之妻 - 順子
- 法醫学教室的事件檔案

### 特攝
2015年
- 手裡劍戰隊忍忍者（十六夜九衛門）

2017年
- 超人力霸王Geed（貝加薩星人 貝加）

2019年
- 超級銀河格鬥（貝加薩星人 貝加）

2020年
- 超人力霸王Z（貝加薩星人 貝加）

2021年
- 超級銀河格鬥：巨大的陰謀（超人力霸王正義、索拉）

2022年
- 超人力霸王 年代記D（貝加薩星人 貝加）

2023年
- 超人力霸王雷古洛斯：第一次任務（索拉）

2025年
- 超人力霸王OMEGA（蕾米）

### 電影
2008年
- 櫻の園 - 和田遙 / フィーズ

2010年
- すべては海になる - あい

2016年
- 歸來的手裏劍戰隊忍忍者 - 九重ルナ

### 舞台劇
2009年
- 劇団グワイニャオン『番外 池田屋・裏』 - 近藤周平

2009年
- 劇団空間ゼリー本公演『今がいつかになる前に…』

### 教育
- iPad 重量比
- iPad かずをえらぼう

## 外部連結
- 潘めぐみ（潘惠美） Megumi Han Facebook Fans Page （页面存档备份，存于）
- 潘めぐみ (han_meg_han)的X（前Twitter）
- 潘惠美的Instagram帳戶

| 前任： 橫濱流星 （烈車戰隊特急者） | 日本超級戰隊系列綠色戰士演員 手裏劍戰隊忍忍者 2015年2月22日-2016年2月7日 | 繼任： 渡邊劍 （動物戰隊獸王者） |